# Benkó Dixieland Band
A Benkó Dixieland Band Magyarország egyik legrégebbi és legnépszerűbb dzsesszegyüttese. 
A zenekart 1957 februárjában alapította Benkó Sándor klarinétművész.

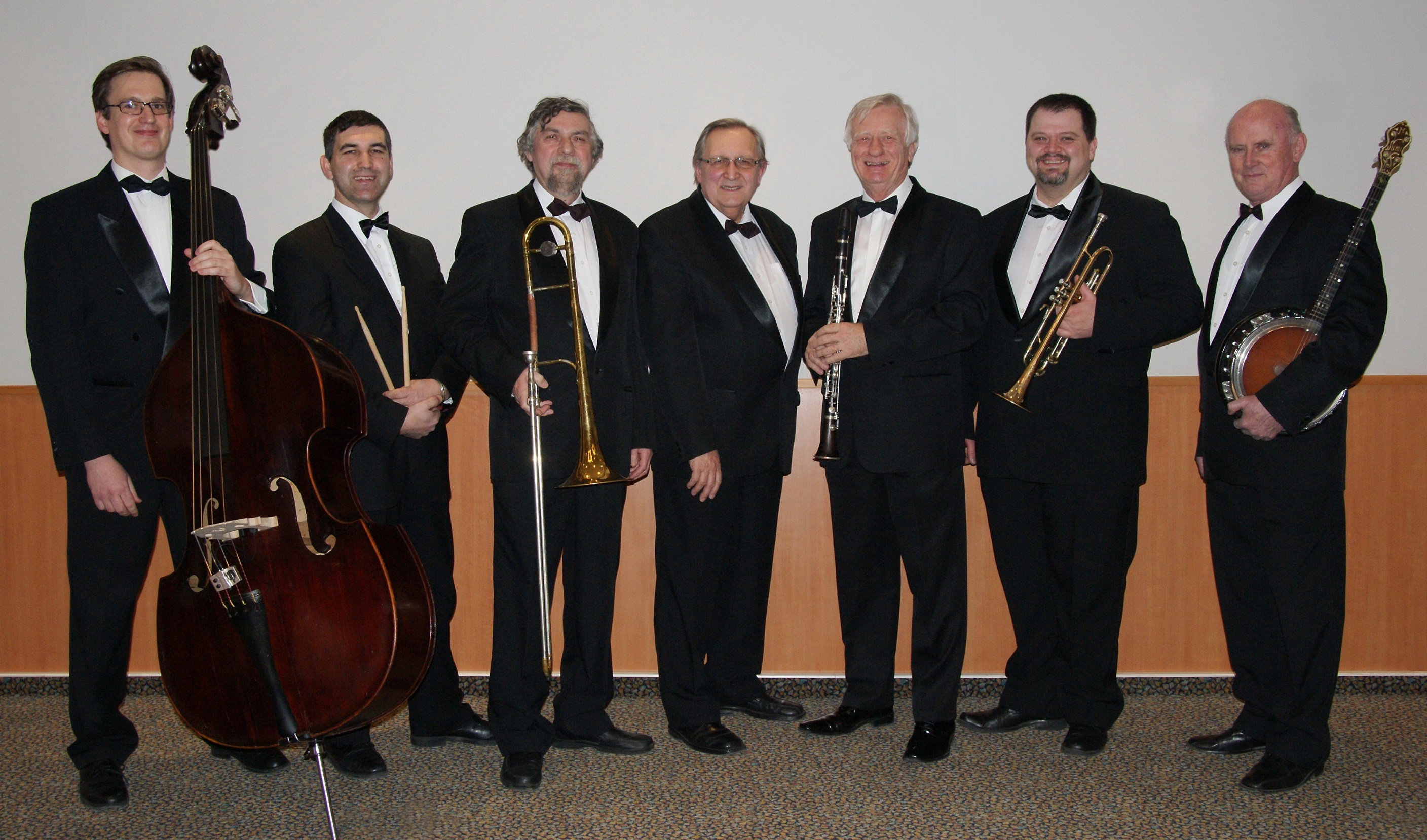
A Benkó Dixieland Band 2010-ben

## Története
1957-ben alakultak, első lemezük már aranylemez lett. Számos hazai fesztivált és versenyt nyertek, több tucatnyi kitüntetésben részesültek. Fellépéseik alkalmával olyan hírességekkel dolgoztak együtt, mint Milt Jackson, Freddy Hubbard, Al Grey, Buddy Tate, Joe Newman, Buddy Wachter, Henry Questa, Joe Muranyi, Eddy Davis, Cynthia Sayer, Herry Sweet Edison, Albert Nicolas, Wild Bill Davison, Chris Barber, Kenny Ball, Huub Janssen és Acker Bilk.
Sikerrel szerepeltek a Ki mit tud?-on 1962-ben, 1963-ban, 1965-ben és 1967-ben is. Ezzel párhuzamosan nemzetközi karrierjük is elindult: jártak turnézni az NDK-ban, a Szovjetunióban, Csehszlovákiában és Lengyelországban. Nyugaton az 1970-es években futottak be: 1971-ben megnyerték a Montreux-i Jazz Fesztivált, 1972-ben a Közönség Nagydíját kapták San Sebastiánban, 1976-ban pedig a londoni Music Week „Stars of the Years” kitüntetésben részesítette őket.
Az 1980-as években aratták amerikai sikereiket: 1982-ben megnyerték a kaliforniai Sacramentói Jazzfesztivál Nagydíját, és még az évben a Kaliforniai Parlament is kitüntette őket. 1983-ban elnyerték az „Év Zenekara” („International Jazz Band of the Year”) címet Kaliforniában, majd Jerry Brown, és utódja, George Dukmenjian kaliforniai kormányzók is kitüntették a Benkó Dixieland Bandet.
1987-ben Ronald Reagan, az Amerikai Egyesült Államok elnöke részesítette az együttest kitüntető elismerésben, megköszönte az amerikai nép nevében hogy a legmagasabb szinten képviselik a világban az amerikai jazzt.
1997-ben Göncz Árpád köztársasági elnök az együttes minden tagjának átadta „a Magyar Érdemrend tisztikeresztje” kitüntetést. 2001-ben a Benkó Dixieland Band Hungaroton életműdíjat kapott, 2002-ben pedig a „The Hemingway Group” a „Wall of Fame” tagjai közé választotta őket. 2004-ben részesültek a „PRIMA” művészeti díjban és a „PRO URBE Miskolc” elismerésben.
A Benkó Dixieland Band 200-250 koncertet adott évente Magyarországon és külföldön. Több mint 64 nagylemezük jelent meg, körülbelül 130 órányi tv-show műsor készült velük. Riportjaikat, tv-műsoraikat a világban évente mintegy 600 millió néző kísérte figyelemmel. Gyakran indultak turnéra Európában, az USA-ban és a Távol-Keleten.
Az együttes – Benkó Sándor elmondása alapján – 2013. november 5-én, a veszprémi Pannon Egyetem aulájában adta 10 750., 2015. augusztus 1-jén a Szoboszlói Dixieland Napokon pedig a 10 860. koncertjét.

### A Dixie Kings of Hungary
Benkó Sándor 2015 decemberében bekövetkezett halála után, 2016 januárjában fia bejelentette, hogy a Benkó Dixieland Band megszűnt és a későbbiekben semmilyen együttes sem viselheti a Benkó nevet. 
A megszűnés hírét a zenekar tagjai közleményben cáfolták és bejelentették, hogy 2016 februárjától Dixie Kings of Hungary néven lépnek fel. A klarinétos szerepét Dennert Árpád vette át.

### Ismét a régi nevén
Benkó Sándor életében nem kérték a Benkó Dixieland Band elnevezés védjegyként lajstromozását, a név nem állt védjegyoltalom alatt. 2016. január 18-án Benkó Sándor fia, Benkó Sándor (Németország, Friesing) védjegybejelentést nyújtott be a Szellemi Tulajdon Nemzeti Hivatalánál, amelyben kérte a Benkó Dixieland Band szóösszetétel bejegyzését az ő javára. A zenekar egyes tagjai a védjegybejelentéssel szemben felszólalást nyújtottak be. Ennek a Szellemi Tulajdon Nemzeti Hivatala helyt adott, és a védjegybejelentést elutasította. A Hivatal döntése ellen benyújtott megváltoztatási kérelmet a Fővárosi Törvényszék elutasította. 
A Fővárosi Ítélőtábla jogerős végzése értelmében a Benkó Dixieland Band név a zenekart illeti, így nincs akadálya annak, hogy 2019. május 17-től a felvett Dixie Kings of Hungary helyett az együttes neve ismét Benkó Dixieland Band legyen. 

## Tagjai

### A jelenlegi felállás
- Nagy Iván – harsona, ének, zenekarvezető (1966–)
- Dennert Árpád – klarinét, szaxofon (2016–)
- Szalóky Béla – trombita (2007–)
- Nagy Iván – zongora (2019–)
- Gáspár Pál – bendzsó (2011–)
- Csikós Miklós – bőgő (2010–)
- Kovacsevics Gábor – dob (2004–)

### Korábbi tagjai
- Dr. Benkó Sándor – klarinét (a korai években szaxofon) zenekarvezető, névadó és alapító (1957–2015)
- Jozefovics Iván – trombita (1957–1959)
- Czakó Endre – trombita (1959–1960)
- Zoltán Béla – trombita (1962–1963, 1965–2008)
- Tóth Tihamér – trombita (1960–1965)
- Cserfalvi János –  harsona (1957–1958)
- Bánfalvy László – harsona (1958–1959)
- Koppány Csaba – harsona (1959–?)
- Winkelmayer József – harsona (?)
- Török Bálint – harsona (1963)
- Bazsinka István – harsona
- Silye Attila – harsona
- Avar Antal – harsona (1965–1966)
- Dr. Dávid Tamás – zongora (1957–1962, 1972–1975)
- Fogarasi János – zongora (1960)
- Bagyari Béla – zongora (1965–1972)
- Winkelmayer József – zongora
- Lovas Róbert – zongora
- Benkő László – zongora
- Halmos Vilmos – zongora, ének (1975–2015)[7]
- Nagy Jenő – bendzsó (1957–1960, 1963–2011)
- Braznovszky Gyula – gitár (1958-?)
- Varga János – gitár
- Oroszlán Gábor – gitár
- Solymos Antal – gitár
- Móczár Péter – bendzsó
- Vajda Sándor – bőgő (1957–1958,1972–1994)
- Bükk János – bőgő (1958–1962)
- Bokány Ferenc – bőgő
- Frenreisz Károly – bőgő
- Mankovits István (Mao) – bőgő (1962–1972)
- Sárkány Sándor – bőgő (1994–1999)
- Jákó Balázs – bőgő (1999–2000)
- Kelemen Zsolt – bőgő (2000–2010)
- Szenczy Miklós – dob (1957–1960)
- Laux József – dob (1960–1962)
- Debreczeni Csaba – dob (1964)
- Varga János – dob (1964–1965)
- Járay János – dob (1965–2000)
- Czakó Tibor – dob (2000–2004)

## Diszkográfia

### Sorlemezek
- 1972 – I.
- 1975 – II.
- 1977 – Tin Roof Blues
- 1981 – Basin Street Blues
- 1982 – Face To Face
- 1983 – Side By Side
- 1986 – La Fiesta Grande
- 1988 – Just Good Friends
- 1989 – All Of Me
- 1990 – Bank Of Benkó
- 1991 – Heart Of My Heart
- 1991 – Karácsonyi mise – Igeliturgia
- 1993 – And The Banjo Superstars
- 1996 – Dunaferr
- 1997 – Tribute To Louis Armstrong
- 1997 – Holiday Celebration (MOL Jazz Series)
- 2005 – A ragtime kora
- 2005 – A swing világa
- 2005 – All That Jazz
- 2005 – Chicago aranykora
- 2018 – Still Alive (Dixie Kings of Hungary néven)

## Válogatások
- 1978 – Jubileum
- 1991 – Benkó Plays Benkó
- 2006 – Best Live 2002–2005 Part 1.
- 2006 – Best Of Benkó 2006
- 2007 – Best Live 2002–2005 Part 2.

## Díjai, elismerései
- I. Budapesti Ifjúsági Jazzfesztivál I. Díja – 1960
- Magyar Kulturális Seregszemle I. Díja – 1964
- I. Országos Amatőr Zenei Fesztivál – Arany Diploma – 1965
- Magyar Rádió I. Jazzverseny I. Díj – 1967
- Nemzetközi Jazzfesztivál Prerov – „Európa Klasszis” Díj – 1971
- Montreux Jazzfesztivál – I. Díj – 1971
- San Sebastian Jazzfesztivál – Közönség Nagydíja – 1972
- „Stars of the Years” – „Az év sztár együttese” Anglia, Music Week – 1976
- MHV Aranylemez – LPX 17440 – 1977
- „Szocialista Kultúráért” kitüntetés – 1977
- Miniszteri Dicséret – Kulturális Miniszter 1977
- „Interkoncert Emlékérem” – 1982
- Állami Ifjúsági Díj – 1982
- Sacramento Jazz Jubilee – USA, Kalifornia, Sacramento a Fesztivál Nagydíja – 1982
- „California State Assembly” – a Kaliforniai Parlament kitüntető határozat No.1866/82 – USA, Kalifornia – 1982
- „International Jazz Band of the Year” – „Az év nemzetközi zenekara” USA, Kalifornia 1983
- Liszt Ferenc-díj – 1984
- George Dukmenjian – Kaliforniai Kormányzó kitüntető elismerése – 1985
- Ronald Reagan – az Amerikai Egyesült Államok Elnökének kitüntető elismerése – 1987
- eMeRton díj’88 – „Az év kiemelkedő jazz együttese” – 1988
- Nívódíj – ORI – 1990
- „Ferencvárosért” Érdemérem – 1992
- A Magyar Köztársasági Érdemrend tisztikeresztje – 1997
- Európa Inter – LYRA Díj – 1998
- HUNGAROTON Életmű Díj – 2001
- Platinalemez – BEN-CD 5409 „Holiday Celebration” 2001
- „Wall of FAME” – The Hemingway Group kitüntetése – 2002
- „Star of Rock City” – Hollywood Plaques Award – 2002
- Platinalemez, BEN-CD 5427 „Hot Time” – 2004
- „Prima díj” – művészeti díj – 2004
- „Pro Urbe” kitüntetés – Miskolc – 2004
- George W. Bush – az Amerikai Egyesült Államok Elnökének kitüntető elismerése – 2007
- Börze Award '2010
- Louis Armstrong emlékdíj '2010 – Louis Armstrong Jazzfesztivál Bánk